# 座間市ひまわりまつり
座間市ひまわりまつり（ざましひまわりまつり）は、8月中旬に神奈川県座間市相模川左岸側一帯で行われるヒマワリの祭り。

## 概要
1993年、地元の農業協同組合が座間市の花であるヒマワリを荒廃地、遊休農地対策の一環として植栽。「ひまわり広場」として公開したことが始まり。ヒマワリを目当てにした来訪者が増えたことから、2000年から現行のまつり形式で開催されるようになった。祭りの開催者は座間市ひまわりまつり実行委員会。
2019年の開催時点では、55万本のヒマワリが5.5haの面積で植栽、祭り開催期間中の来場者数は20万人前後の規模となっている。ひまわり畑の開放のほか切花、農産物、特産品等の販売、アユのつかみどり、ひまわり写真コンテストも開催されている。

## アクセス
- 小田急線相武台前駅より、ひまわりまつり会場行き直行バスが運行（開催期間中に限る）
- 相模川河川敷に駐車場が設営（駐車協力金500円）